# 남조선과도입법의원
남조선과도입법의원(南朝鮮過渡立法議院) 또는 남조선과도입법위원회(南朝鮮過渡立法委員會)는 1946년 12월 12일 미 군정 한국에서 개원한 미군정 시대의 입법기관으로서 1946년 5월 미소공동위원회가 무기한 휴회(休會)하자 미군정에서 구성한 과도입법의원이었다. 남조선과도입법의원은 미군정에 대한 한계에도 불구하고 남조선과도입법의원법, 하곡수집법, 미성년자노동보호법, 부일협력자.민족반역자.전범.간상배에 대한 특별조례법률 등을 제정하였다.
위치는 경성부 예장동(서울특별시 중구 예장동 8번지) 중앙청 청사 내 회의실에 소재하였다.

## 설립 배경
1945년 8월 15일 일본 제국의 패망으로 독립을 맞은 한민족은 모스크바 3상 회담의 신탁통치 결정에 의거 미국과 소비에트연방이 분할해 군정을 시행하였다. 이에 따라 열린 미소공동위원회에서 원만한 타결을 보지 못한 미군정당국은 좌·우 양파의 김규식·여운형 등 온건파 지도자들에게 좌우합작운동을 시도하게 하는 한편, 이들을 중심으로 과도입법의원을 구성하게 된 것이다.

## 결성 및 운영
아처 L. 러치(Archer L. Lerch) 군정장관은 J. R. 하지 미군사령관에게 한국인 입법기관의 창설을 건의하여 동의를 얻은 뒤 1946년 8월 24일 군정법령 제118호로 남조선과도입법의원의 창설을 발표하였다.
미국이 정식입법기관을 설치하고자 했던 이유는 한국인에게 민주주의 제도 인식 및 훈련을 하게 하고 법령초안 작성 등의 실무기술을 익히게 하며 소비에트연방하에 있는 북한체제에 대항하기 위해서 민주적인 의원설치가 불가피 했기 때문이다.
이 발표는 극도의 흥분상태에 놓인 좌·우 양파로부터 많은 비판을 받았으나 하지와 러치는 입법의원이 행정권 이양의 한 단계일 뿐 다른 목적은 없다고 성명을 발표하였고, 1946년 12월 12일 민선의원 45명, 관선의원 45명으로 구성된 과도입법의원인 남조선과도입법의원이 개원되게 된 것이다.

## 구성

### 관선의원 명단 (1946년)
| 이름           | 대표정당         | 비고              |
| -------------- | ---------------- | ----------------- |
| 김규식(金奎植) | 좌우합작위원회   | 사임(단선안 반대) |
| 여운형(呂運亨) | 좌우합작위원회   | 사망              |
| 원세훈(元世勳) | 좌우합작위원회   | 사임(단선안 반대) |
| 최동오(崔東旿) | 좌우합작위원회   |                   |
| 안재홍(安在鴻) | 좌우합작위원회   | 사임(단선안 반대) |
| 김붕준(金朋濬) | 신진             |                   |
| 홍명희(洪命憙) | 유교             |                   |
| 박건웅(朴建雄) | 좌우합작위원회   | 제명(단선안 반대) |
| 황진남(黃鎭南) | 인민             | 제명(단선안 반대) |
| 문무술(文武術) | 해외             | 제명(단선안 반대) |
| 염정권(廉廷權) | 인민             | 사임              |
| 강순(姜舜)     | 근로대중         | 사임(단선안 반대) |
| 탁창혁(卓昌赫) | 근로대중         | 사임(단선안 반대) |
| 신기언(申基彦) | 인민             | 사임(단선안 반대) |
| 김학배(金鶴培) | 근로대중         | 사임(단선안 반대) |
| 이봉구(李鳳九) | 변호사           |                   |
| 신의경(辛義卿) | 여자기독교청년회 | 제명(단선안 반대) |
| 황신덕(黃信德) | 교육계           |                   |
| 박승호(朴承浩) | 독촉애국부인회   |                   |
| 박현숙(朴賢淑) | 여자국민당       |                   |
| 여운홍(呂運弘) | 사민             | 제명(단선안 반대) |
| 장자일(張子一) | 언론계           | 제명(단선안 반대) |
| 김지간(朴賢淑) | 서북             | 제명(단선안 반대) |
| 장연송(張連松) | 무소속           |                   |
| 하경덕(河敬德) | 언론계           | 제명(단선안 반대) |
| 허간룡(許侃龍) | 서북             | 사임(단선안 반대) |
| 김호(金乎)     | 한미             | 사임              |
| 허규(許珪)     | 사민             | 제명(단선안 반대) |
| 고창일(高昌一) | 해외             | 제명(단선안 반대) |
| 김돈(金墩)     | 해외             | 제명(단선안 반대) |
| 변성옥(邊成玉) | 기독교청년회     |                   |
| 정광조(鄭廣朝) | 천도교           | 사임(단선안 반대) |
| 김법린(金法麟) | 불교             |                   |
| 장면(張勉)     | 가톨릭교         |                   |
| 장건상(張建相) | 사회로동당       |                   |
| 조완구(趙琬九) | 대종교           |                   |
| 윤기섭(尹琦燮) | 한독             | 사임(단선안 반대) |
| 오하영(吳夏英) | 한독             | 제명(단선안 반대) |
| 엄항섭(嚴恒燮) | 한독             |                   |
| 정이형(鄭伊衡) | 해외             | 제명(단선안 반대) |
| 김약수(尹琦燮) | 민중             | 제명(단선안 반대) |
| 이응진(李應辰) | 청우             | 사임(단선안 반대) |
| 이순탁(李順鐸) | 학계             |                   |
| 엄우룡(嚴雨龍) | 한독             | 제명(단선안 반대) |
| 유진희(兪鎭熙) | 한민             | 사망              |

### 민선의원 명단 (1946년)
- 서울: 김성수(金性洙, 한민), 장덕수(張德秀, 한민), 김도연(金度演, 한민)
- 경기: 하상훈(河相勳, 한민), 문진교(文珍校, 독촉), 이종근(李鍾瑾, 독촉), 류래완(柳來琬, 무), 양제박(梁濟博, 한민), 최명환(崔鳴煥, 독촉)
- 충남: 홍순철(洪淳徹, 독촉), 김창근(金昌根, 독촉), 유영근(柳英根, 독촉), 이원생(李源生, 독촉), 유정호(柳鼎浩, 독촉)
- 충북: 김영규(金永奎, 독촉), 송종옥(宋鍾玉, 독촉), 황철성(黃喆性, 독촉)
- 전남: 홍성하(洪性夏, 한민), 천진철(千珍哲, 한민), 최종섭(崔鍾涉, 한민), 고광표(高光表, 한민), 이남규(李南圭, 한독), 황보익(黃保翼, 한독)
- 전북: 백남용(白南鏞, 무), 정진희(鄭鎭熙, 한민), 윤석원(尹錫原, 한독), 백관수(白寬洙, 한민)
- 경남: 김철수(金喆壽, 한민), 김국태(金國泰, 무), 이주형(李周衡, 무), 송문기(宋汶岐, 독촉), 하만한(河萬漢, 무), 신중목(愼重穆, 무)
- 경북: 서상일(徐相日, 한민), 윤홍열(尹洪烈, 무), 이일우(李一雨, 독촉), 김광현(金光顯, 독촉), 김영옥(金榮玉, 무), 강이형(姜二亨, 무), 이활(李活, 한민)
- 강원: 서상준(徐商俊, 독촉), 조진구(趙軫九, 독촉), 전영직(田永稷, 독촉)
- 제주: 문도배(文道培, 인민위원회), 김시탁(金時鐸, 인민위원회)

## 역대 의장, 부의장

### 의장
- 김규식(金奎植) 1946년 12월 12일 ~ 1947년 6월 3일
- 임시대리, 최동오(崔東旿) 1947년 6월 3일 ~ 1947년 6월 5일
- 김규식(金奎植) 1947년 6월 6일 ~ 1948년 2월 27일
- 대리, 윤기섭(尹琦燮) 1947년 8월 12일 ~ 1947년 9월 3일
- 대리, 윤기섭(尹琦燮) 1948년 2월 19일 ~ 1948년 2월 26일
- 대리, 윤기섭(尹琦燮) 1948년 2월 28일 ~ 1948년 5월 30일

### 부의장
- 최동오(崔東旿) 1946년 12월 12일 ~ 1948년 5월 30일
- 윤기섭(尹琦燮) 1946년 12월 12일 ~ 1947년 6월 3일, 사직 후 복직
- 윤기섭(尹琦燮) 1947년 6월 4일 ~ 1948년 2월 28일, 의장대리 수행
- 신익희 1948년 2월 28일 ~ 1948년 5월 30일

## 구성
남조선과도입법의원은 의장에 김규식, 부의장에 최동오·윤기섭을 각각 선출하였으며 법무사법위원회·청원징계위원회·내무경찰위원회·재정경제위원회·외무국방위원회·문교후생위원회·운수체신위원회·산업노동위원회 등의 과도입법의원 상임위원회와 선거법기초작업위원회·행정조직법기초작업위원회 등의 과도입법의원 특별위원회로 구성되었다.

## 한계
남조선과도입법의원은 활동기간동안 국회의원선거법 등 33건의 법률안을 심의하였으나 그 중 가결 처리된 것은 18건 밖에 되지 않았다. 당시 미군정에서는 남조선과도입법의원을 거치지 않고 법률을 공포할 수 있었는데 남조선과도입법의원이 존재했을 때로 제한하면 그 수는 무려 55건이나 되었다. 이 법령들은 남조선과도입법의원에서 법률을 제정하기까지에 한한다는 잠정적인 조치였지만 군정법령이 남조선과도입법의원의 과도정부법령보다 3배나 많은 것은 문제가 있다고 할 수 있다.

## 해산 및 의의
남조선과도입법의원은 1948년 5월 10일 실시된 대한민국 제헌국회 총선 이후 10일째 되는 날인 1948년 5월 20일 과도정부법률 제12호에 의하여 해산하였다. 남조선과도입법의원은 미군정에 대한 한계에도 불구하고 남조선과도입법의원법, 하곡수집법, 미성년자노동보호법, 민족반역자·부일협력자·간상배에 대한 특별법 등을 제정하였고, 그 밖에 공포한 법률은 11건이었다. 그리고 남조선과도입법의원 의원 중 대한민국 제헌국회 총선에 출마한 의원은 43명이었고 그 중 15명이 당선되어 제헌국회에 참여함으로써 의정활동 계승 및 입법활동에 밑거름이 되었다.

## 같이 보기
- 남조선대한국민대표민주의원
- 좌우합작위원회
- 대한민국 국회
- 대한민국 임시의정원
- 반민족행위처벌법